# Josef Steffes-Mies
Josef Steffes-Mies (13 de mayo de 1940-26 de julio de 2021) fue un deportista alemán que compitió para la RFA en remo. Es padre del también remero Martin Steffes-Mies.
Ganó una medalla de bronce en el Campeonato Mundial de Remo de 1962, en la prueba de doble scull.

## Palmarés internacional
| Campeonato Mundial | Campeonato Mundial | Campeonato Mundial | Campeonato Mundial |
| Año                | Lugar              | Medalla            | Prueba             |
| ------------------ | ------------------ | ------------------ | ------------------ |
| 1962               | Lucerna (Suiza)    | Medalla de bronce  | Doble scull        |